# Петър Бахнев
Петър Димитров Бахнев е български режисьор и сценарист.

## Биография
Роден е в град София на 27 март 1953 г. Завършва ВИТИЗ „Кръстьо Сарафов" през 1981 със специалност кинорежисура.

## Филмография
Като режисьор
- Бяла черква - приказка на земята (1998)
- По здрач (1987)

Като сценарист
- Бяла черква – приказка на земята (1998)